# Netbook

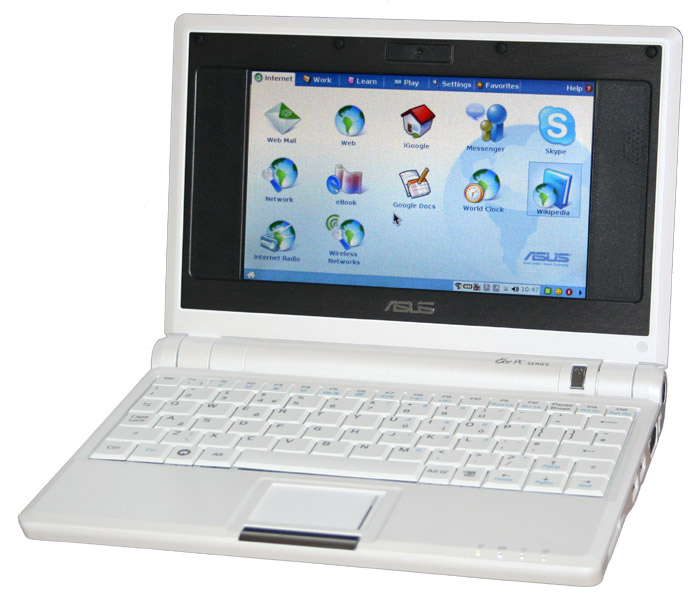
ASUS Eee PC 701

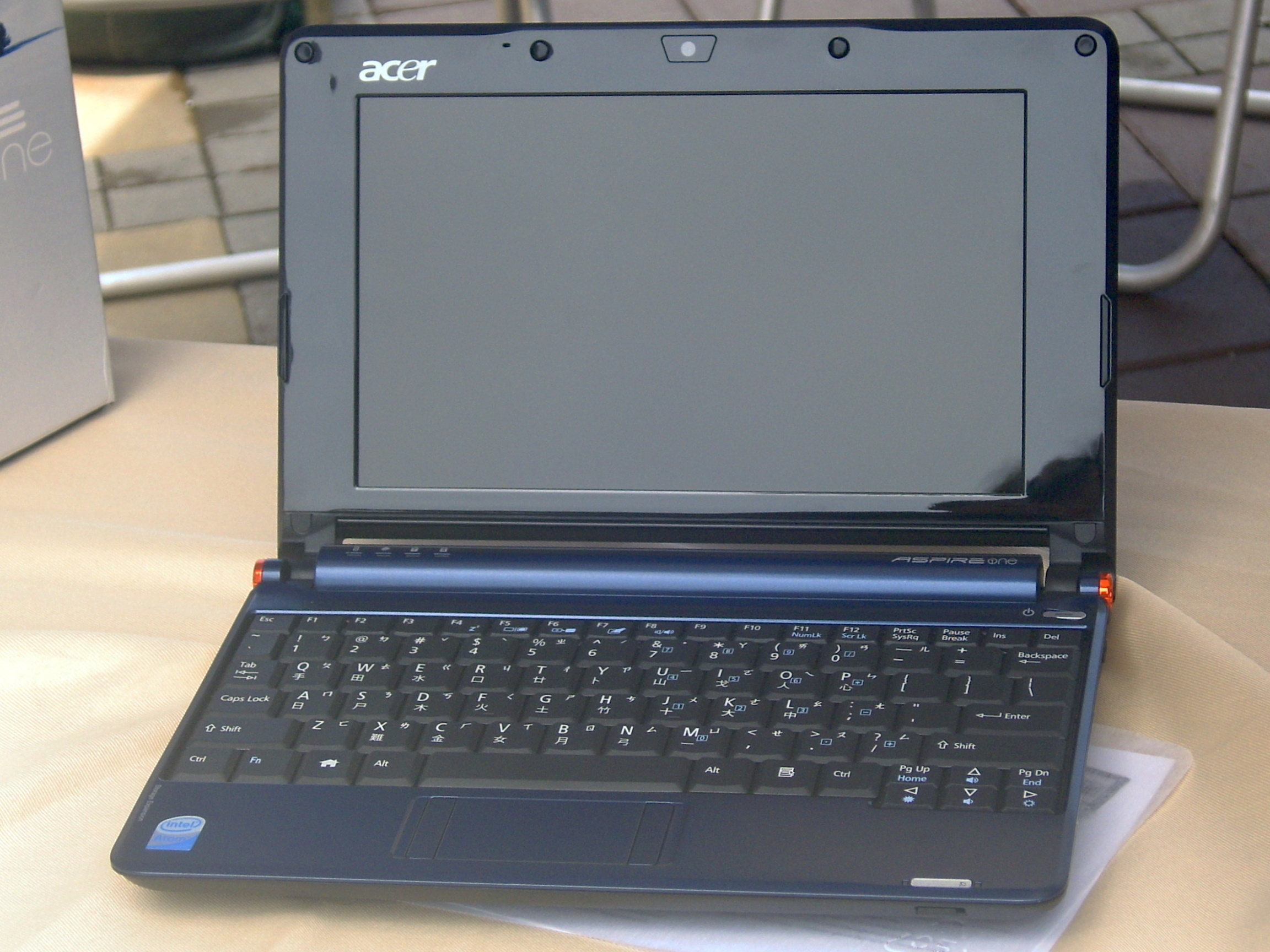
Acer Aspire One

In informatica con il termine netbook (contrazione di "net" e "book") o ultraportatile vengono indicati alcuni particolari computer portatili di dimensioni medie inferiori rispetto ai notebook e subnotebook, con schermo di dimensioni tra i 7 e i 12,1 pollici, disco rigido tra i 4GB e i 500GB, senza lettore ottico, destinati soprattutto alla navigazione in Internet e alla videoscrittura, pensati soprattutto per un pubblico non professionale o con particolari esigenze di mobilità.
La loro produzione, iniziata il 16 ottobre 2007 (con la presentazione dell'ASUS Eee PC), è considerevolmente diminuita in seguito all'introduzione dei tablet (a partire dal 2010) e a causa della notevole riduzione delle dimensioni dei notebook (computer portatili molto più potenti e spesso dotati anche di lettore ottico).

## Differenze tra netbook e UMPC
I netbook sono una "versione in miniatura" di un normale portatile, e quindi ne conservano la forma: tutti hanno una tastiera fisica e uno schermo che può anche avere la funzionalità touch screen. Per contro gli Ultra Mobile PC (UMPC) ereditano alcune soluzioni tipiche dei palmari, come l'assenza di una tastiera fisica, oppure la presenza di tastiera a scomparsa con apertura a scorrimento; inoltre molto spesso sono dotati di schermo touch screen.
L'altra differenza tra un netbook e UMPC è il prezzo: i primi sono decisamente più economici dei secondi (di solito è possibile acquistare un netbook per meno della metà del prezzo medio di un UMPC).

## Differenze tra netbook e MID
Concettualmente, i netbook sono molto simili ai cosiddetti Mobile Internet Device (spesso abbreviati in "MID") che sono alcuni particolari UMPC (ovvero computer ultra portatili di dimensioni a metà strada tra quelle di un palmare e di un tradizionale notebook) anch'essi destinati soprattutto alla navigazione, il cui sviluppo è stato portato avanti nel corso del 2007 da parte di Intel. La principale differenza risiede nelle dimensioni fisiche; mentre i MID sono derivati dagli UMPC e hanno quindi dimensioni molto contenute con schermi tra i 4 e i 7 pollici e spesso in formato tascabile, in genere i netbook derivano dai portatili di piccole dimensioni e integrano sempre e comunque la tastiera (spesso assente nei MID); anche lo schermo è più grande in questi dispositivi, in genere compreso tra i 7 e i 12,1 pollici.

## Caratteristiche tecniche
Anche il concetto di netbook, al pari di quanto avvenuto per i MID, è stato creato da Intel, e precisamente nel febbraio del 2008 allo scopo di presentare una nuova linea di sistemi che potessero avvantaggiarsi delle caratteristiche del nuovo processore della casa, espressamente pensato per il contenimento dei consumi, l'Atom basato su core Diamondville (sebbene esistano anche netbook basati sul tradizionale Celeron).
In quell'occasione vennero annunciati i Nettop ovvero la controparte per il settore desktop dei netbook; analogamente a questi ultimi, i Nettop sono computer desktop dalle caratteristiche hardware limitate, adatti soprattutto alla navigazione.
Tuttavia nel 1992 l'Olivetti Quaderno presentava già molte caratteristiche che si sarebbero più tardi riviste sui netbook.
Dato che i netbook sono pensati espressamente per la navigazione in Internet, le varie soluzioni sviluppate dai produttori includono sempre connettività di tipo Wi-Fi e in futuro è previsto anche l'arrivo di moduli WiMax.
Bisogna tuttavia precisare che i netbook non possono essere in tutto e per tutto il sostituto di normali notebook o desktop; ad esempio, non si possono dire adatti all'uso di programmi di fotoritocco (non fosse altro che per l'insufficiente potenza elaborativa). Il progressivo crescere della loro autonomia (alcuni modelli, realmente superano le 8 ore) e il loro peso contenuto li rendono però piuttosto interessanti (almeno per le funzioni che potremmo definire "basilari").

## Primi esemplari di netbook
Il primo esemplare di questa categoria di "mini-PC" portatili è stato lo Psion Teklogix (Netbook e Netbook PRO), seguito a distanza di anni dall'ASUS Eee PC 700, a partire dal quale sono stati sviluppati netbook da Acer (l'Acer Aspire One), Samsung, HP, Dell ed MSI; inoltre, sono state apportate modifiche al progetto originario da parte della stessa ASUS, con l'introduzione dell'Eee PC 900.
Pur non essendo più in commercio l'originale Netbook, Psion ha comunque il marchio registrato e vorrebbe i diritti per chi lo utilizza a fini commerciali. Sono in corso molte cause legali tra Psion e case produttrici di miniportatili, per evitare che il proprio marchio sia volgarizzato ed utilizzato come nome comune.

## Andamento commerciale
Il modesto prezzo dei sistemi e la loro portabilità hanno decretato il successo dei sistemi che in brevissimo tempo hanno conquistato quote significative di mercato. Si stima che nel corso del primo trimestre del 2009 i sistemi netbook abbiano rappresentato il 22% delle macchine vendute nel periodo con un tasso di crescita del 40%. Nel 2009 la crescita in base annua segnò un +79% a 30,2 milioni di unità. Vendite record anche nel 2010, anche se l'incremento rispetto al 2009 fu solo di 1,8 milioni di unità (32 milioni totali). Nel 2011, a causa dell'introduzione massiccia di numerosi tablet, si assistette ad un crollo verticale delle soluzioni netbook, segnando un -33,5% su base annua ed un totale di appena 21,4 milioni di unità.